# نبرد قلعه ایشی‌یاما . قلعه ایماکاتا
نبرد قلعه ایشی‌یاما. قلعه ایماکاتا (به ژاپنی: 石山城・今堅田城の戦い いしやまじょう・いまかたたじょうのたたかい)، در فوریه ۱۵۷۲ بین اودا نوبوناگا و آخرین شوگون از شوگون‌سالاری آشیکاگا، آشیکاگا یوشی‌آکی رخ داد.